# Robert Szaniawski
Robert Jacek Szaniawski – polski dziennikarz, dyplomata i menedżer kultury. 

## Życiorys
Robert Szaniawski ukończył polonistykę.
Początkowo pracował jako dziennikarz. Następnie przeszedł do Kancelarii Prezesa Rady Ministrów, gdzie odpowiadał za kontakty z mediami. Po epizodzie w sektorze prywatnym związał się z Ministerstwem Spraw Zagranicznych, specjalizując się w dyplomacji publicznej i kulturalnej. Był rzecznikiem prasowym Ministerstwa (do 2007) oraz szefem zespołu ds. dyplomacji publicznej i komunikacji Ambasady RP w Londynie (2008–2014). Od 2016 do 2019 dyrektor Instytutu Kultury Polskiej w Londynie. Od 2 września 2020 do 2022 dyrektor Instytutu Kultury Polskiej w Nowym Jorku. Następnie zastępca dyrektora Sekretariatu Wiceprezesa Rady Ministrów w KPRM. Od 2023 do 2024 dyrektor Instytutu Polskiego w Sztokholmie. Następnie radca-minister w Wydziale Konsularnym i Polonii Ambasady RP w Dublinie.
Żonaty z Magdą Zawadewicz-Szaniawską.